# 난조군

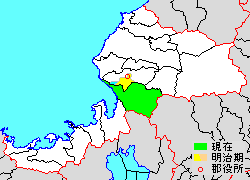
후쿠이현 난조군의 위치(녹색:미나미에치젠정 노랑:메이지 시기 하늘색:후에 다른 군에서 편입된 구역)

난조군(南条郡)은 일본 후쿠이현(에치젠국)의 군이다.
인구 9,072명, 면적 343.69km², 인구밀도 26.4명/km².(2025년 3월 1일, 추계인구)
이하 1정으로 구성된다.
- 미나미에치젠정(南越前町)

## 군역
1878년 행정 구역으로 발족 당시의 군역은, 위의 1정 외에 에치젠시의 일부를 더한 구역에 해당한다.

## 역사
- 1878년 12월 17일 - 군구정촌 편제법이 이시카와현에서 시행되면서 행정 구역으로서의 난조군이 발족.
- 1881년 2월 7일 - 후쿠이현 관할이 됨.

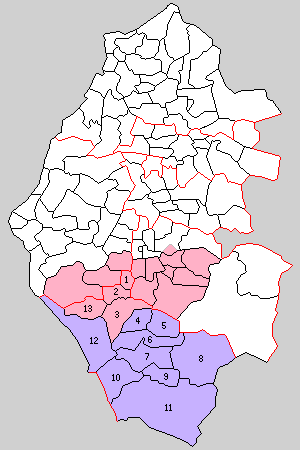
1.다케후정 2.자우스야마촌 3.오시오촌 4.미나미히노촌 5.기타소마야마촌 6.미나미소마야마촌 7.유노오촌 8.다쿠라촌 9.이마조촌 10.가히루촌 11.시카미촌 12.고노촌 13.사카구치촌 (빨강:에치젠시 보라:미나미에치젠정

- 1889년 4월 1일 - 정촌제 시행으로, 아래의 정촌이 발족. 따로 적은 경우 외에는 전역이 현 미나미에치젠정.(1정 12촌)
  - 다케후정(武生町): 현 에치젠시
  - 자우스야마촌(茶臼山村): 현 에치젠시
  - 오시오촌(王子保村): 현 에치젠시
  - 미나미히노촌(南日野村)
  - 기타소마야마촌(北杣山村)
  - 미나미소마야마촌(南杣山村)
  - 유노오촌(湯尾村)
  - 다쿠라촌(宅良村)
  - 이마조촌(今庄村)
  - 가히루촌(鹿蒜村)
  - 시카미촌(鹿見村)
  - 고노촌(河野村)
  - 사카구치촌(坂口村): 현 에치젠시
  - 일부는 이마다테군 기타히노촌의 일부이 됨.
- 1890년
  - 3월 6일 - 시카미촌이 개칭하여 사카이촌(堺村)이 됨.
  - 5월 7일 - 자우스야마촌이 개칭하여 가미야마촌(神山村)이 됨.
- 1948년 4월 1일 - 다케후정·가미야마촌이 합병하여, 다케후시(武生市)(현 에치젠시)가 발족, 군에서 이탈.(11촌)
- 1951년
  - 3월 30일 - 사카구치촌이 다케후시에 편입.(10촌)
  - 4월 1일 - 가히루촌이 이마조촌에 편입.(9촌)
- 1954년
  - 1월 1일 - 미나미히노촌·기타소마야마촌·미나미소마야마촌이 합병하여, 난조촌(南条村)이 발족.(7촌)
  - 7월 5일 - 오시오촌이 다케후시에 편입.(6촌)
- 1955년 4월 1일 - 이마조촌·사카이촌·다쿠라촌·유노오촌이 합병하여, 이마조정(今庄町)이 발족.(1정 2촌)
- 1964년 9월 1일 - 난조촌이 정제 시행으로 난조정(南条町)이 됨.(2정 1촌)
- 2005년)1월 1일 - 이마조정·난조정·고노촌이 합병하여, 미나미에치젠정(南越前町)이 발족.(1정)

## 참고 문헌
- 《가도카와 일본 지명 대사전》 편집위원회, 편집. (1989년 11월 1일). 《가도카와 일본 지명 대사전》. 18 후쿠이현. 가도카와 쇼텐. ISBN 4040011805.